# Walujske
Walujske (ukrainisch Валуйське; russisch Валуйское Waluiskoje) ist ein Dorf in der ukrainischen Oblast Luhansk mit etwa 4000 Einwohnern (2001).
Das 1899 im Zusammenhang mit dem Bau der Bahnstrecke Luhansk–Millerowo gegründete Dorf liegt im Osten des Donbas an der Regionalstraße P–22 und dem Ufer des Brodok (Бродок), einem Nebenfluss des Siwerskyj Donez 9 km östlich vom ehemaligen Rajonzentrum Stanytschno-Luhanske und 28 km nordöstlich vom Oblastzentrum Luhansk.
Wenige Kilometer ostwärts der Ortschaft liegt die Grenze zur russischen Oblast Rostow und wenige Kilometer südlich verläuft seit dem Ukrainekrieg die Frontlinie zu dem von pro-russischen Separatisten besetzten Gebiet des Rajon.
Am 12. Juni 2020 wurde das Dorf ein Teil neugegründeten Siedlungsgemeinde Stanyzja Luhanska, bis dahin bildete es zusammen mit den Dörfern Bolotene (Болотене), Makarowe (Макарове) und Syse sowie der Ansiedlung Wilchowe die gleichnamige Landratsgemeinde Walujske (Валуйська сільська рада/Walujska silska rada) im Süden des Rajons Stanytschno-Luhanske.
Seit dem 17. Juli 2020 ist sie ein Teil des Rajons Schtschastja.

## Söhne und Töchter der Ortschaft
- Petro Balabujew (1931–2007), Flugzeugkonstrukteur